# Gato de Cheshire

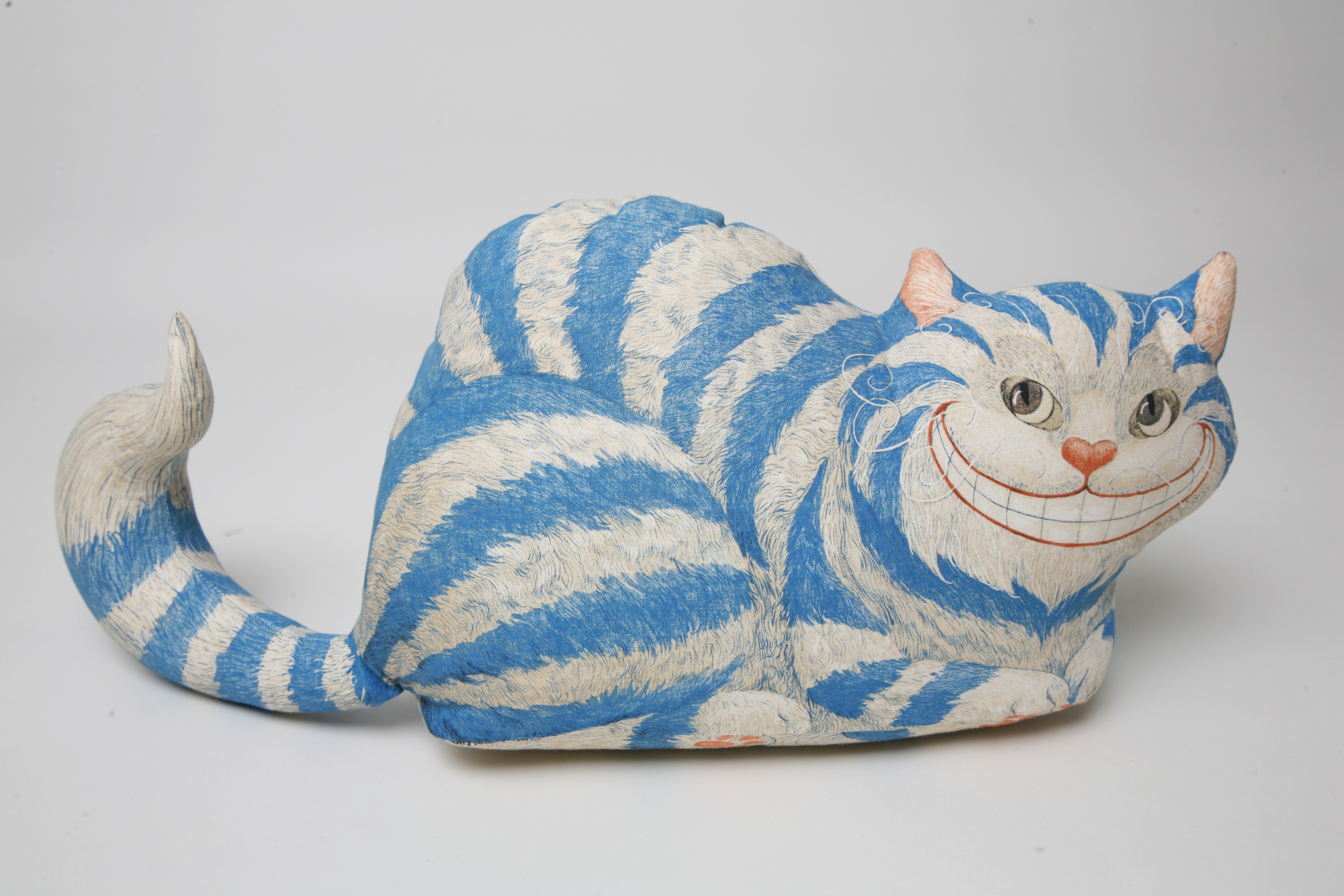
El gato de Cheshire se convirtió en un personaje muy famoso y reconocible incluso fuera del libro de Lewis Carroll

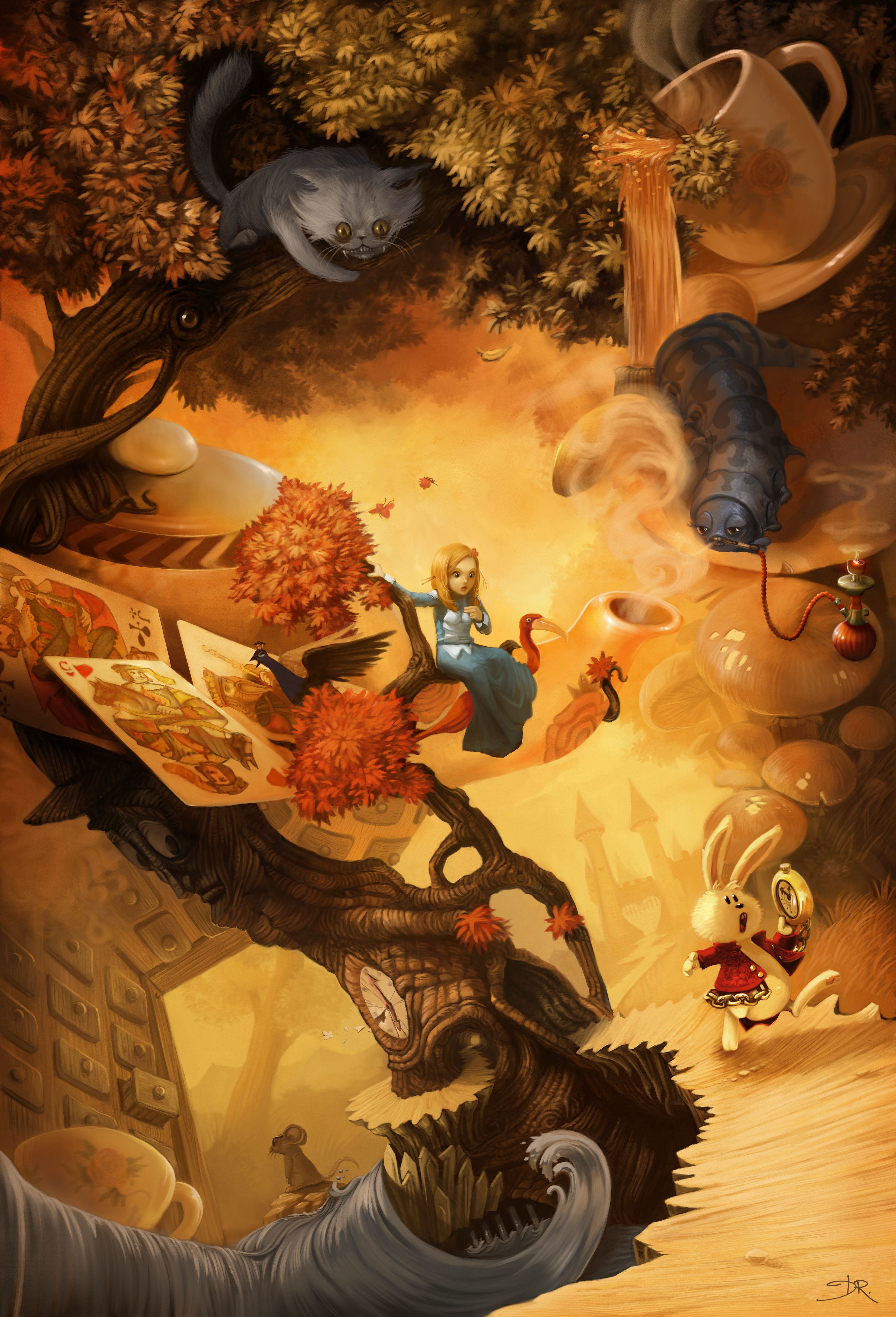
El enigmático Gato de Cheshire en "Las Aventuras de Alicia en el País de las Maravillas"

El Gato de Cheshire ("Cheshire Cat" en su versión original en inglés), también llamado Gato de los Deseos, Gato Risón o Gato Sonriente entre otros nombres en diferentes adaptaciones en español, es un gato ficticio de la cultura popular inglesa, conocido principalmente a través de la conocida obra de Lewis Carroll, Las aventuras de Alicia en el país de las maravillas  —aunque también aparece en A través del espejo y lo que Alicia encontró allí— quien se distingue, principalmente, por estar sonriente todo el tiempo. Las referencias a la expresión «gato de Cheshire» o «reír como gato de Cheshire» datan desde el siglo XVIII en Inglaterra.
En el cuento de Carroll, el Gato de Cheshire tiene la capacidad de aparecer y desaparecer a voluntad, entreteniendo a Alicia mediante conversaciones paradójicas de tintes filosóficos. Sin embargo, aparece para animar a Alicia cuando esta se materializa en el campo de croquet de la Reina de Corazones y cuando es condenada a muerte y desconcierta a todos haciendo desaparecer su cuerpo pero haciendo visible su cabeza, mientras provoca una masiva discusión entre el Rey, la Reina y el verdugo acerca de si se puede decapitar a una criatura que no tiene, de hecho, cuerpo.
Otra de sus características más singulares es que el Gato de Cheshire puede desaparecer gradualmente hasta que no queda nada más que su amplia sonrisa, haciendo notar a Alicia que muchas veces habrá podido ver a una sonrisa sin gato, pero nunca un gato sin sonrisa.

## Origen de la expresión
Se tiene registro de la expresión «sonreir como un gato de Cheshire» (grinning like a Cheshire cat) en Inglaterra desde el siglo siglo XVIII, así en A classical dictionary of the vulgar tongue (1788) de Francis Grose contiene la entrada «Gato de Cheshire. Sonríe como gato de Cheshire; dícese de cualquiera que enseña sus dientes y encías cuando ríe.»
Más tarde, es utilizado por John Wolcot en Pair of Lyric Epistles (1792): «Así, nuestra corte sonreirá como un gato de Cheshire».
No obstante, no existe consenso sobre el origen de la expresión, ofreciéndose varias hipótesis al respecto:

### Moldes de queso
El Brewer's Dictionary of Phrase and Fable afirma que sonreír como el Gato de Cheshire es «una vieja sonrisa popularizada por Lewis Carroll» y añade que en Cheshire «se vendía queso con forma de gato sonriente». Así, cuando el queso se comía de afuera hacia dentro, la figura del gato iba desapareciendo hasta quedar solamente la sonrisa. Igualmente se ha señalado la teoría de que dichos quesos mostraban el emblema heráldico de un noble de Cheshire, consistente en un león, que era confundido con un gato sonriente.

### Emblema heráldico
Samuel Mander, en el siglo siglo XIX, menciona como el origen de la expresión, el error cometido por un pintor local de Cheshire que, al intentar representar el emblema heráldico de una familia noble del lugar en los tablones que servían de letrero en las posadas de aquella época, solo logró un dibujo que parecía un gato, lo que ocasionó que la familia recibiera ese mote.

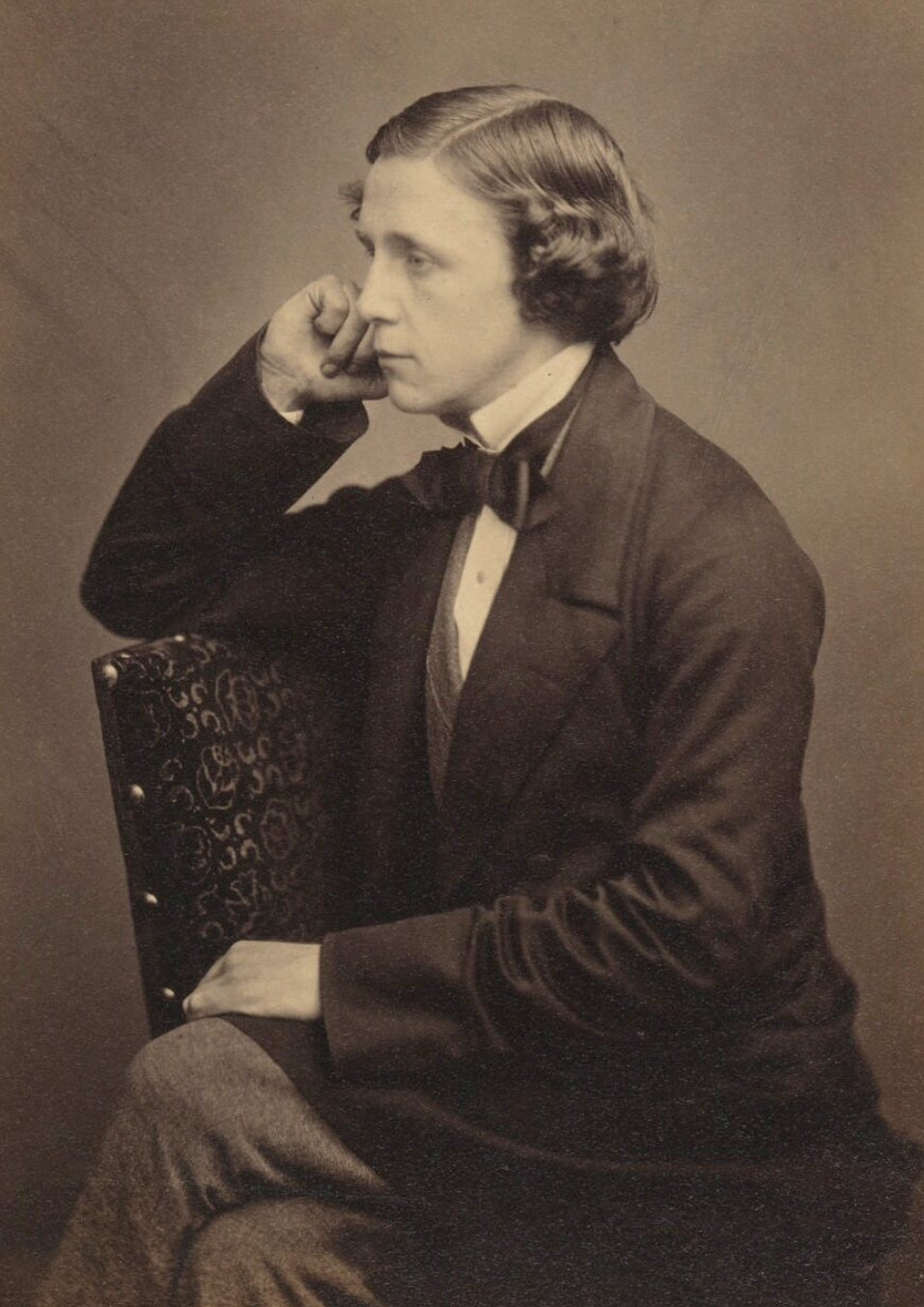
Carroll y el Gato de Cheshire: Detrás de la sonrisa

## Inspiración de Lewis Carroll
Es probable que Carroll haya conocido la expresión explicada arriba e, incluso, los quesos con la forma de gato debido a haber nacido en Cheshire. No obstante, algunos estudiosos defienden que Carroll se inspiró para crear al Gato de Cheshire en una escultura situada en la iglesia de St Peter, en Croft-on-Tees, pequeña localidad situada al noreste de Inglaterra, donde su padre era rector de 1843 a 1868.
Sin embargo, en 1992 miembros de la Lewis Carroll Society anunciaron que habían descubierto otras inspiraciones: el gato está basado en una gárgola esculpida en un pilar de St Nicolas Church, en Cranleigh, lugar al que Carroll solía viajar cuando vivía en Guildford y donde su padre también había sido rector. Otros lo atribuyen a una escultura en la cara oeste de la torre de St Wilfrid's Church, Grappenhall, Warrington, en el condado de Cheshire, de donde toma el nombre.

## En la ciencia
- En junio de 2014, Nature Communications publicó los resultados de experimentos realizados en el Instituto Laue-Langevin (ILL) de Grenoble, Francia,[13] en los cuales consiguieron por primera vez separar una partícula de una de sus propiedades físicas, creando así una especie de «Gato de Cheshire cuántico».[14]